# Todd Armstrong
John Harris Armstrong, bardziej znany jako Todd Armstrong (ur. 25 lipca 1937 w Saint Louis, zm. 17 listopada 1992 w Butte City w stanie Kalifornia) – amerykański aktor filmowy i telewizyjny.

## Życiorys

### Wczesne lata
Urodził się w St. Louis w stanie Missouri jako syn architekta Harrisa Armstronga (1899–1973) i Louise McClelland Armstrong. W 1956 roku ukończył Ladue High School. Następnie przeniósł się do Kalifornii. Studiował aktorstwo w Pasadena Playhouse College of Theatre Arts, gdzie jego kolegami byli m.in. Dustin Hoffman i Gene Hackman.

### Kariera
Dla filmu został odkryty, gdy pracował jako ogrodnik krajobrazu aktorki Glorii Henry, która grała matkę w sitcomie CBS Dennis rozrabiaka (Dennis the Menace). Trafił na przesłuchanie do Columbia Broadcasting System.
Pojawił się w 13-u odcinkach seriali Manhunt i otrzymał role drugoplanowe w Walk On The Wild Side (1961) i Five Finger Exercise (1962). Sławę zyskał dzięki roli Jazona w filmie Jazon i Argonauci (Jason and the Argonauts, 1963).
Miał jedną dodatkową wiodącą rolę w dramacie wojennym Król szczurów (King Rat, 1965) w reżyserii Bryana Forbesa. Jego praca polegała później na gościnnych występach w produkcjach telewizyjnych.

## Życie prywatne
W 1992 zachorował na AIDS. Po doznaniu traumatycznych przeżyć i depresji popełnił samobójstwo przez wystrzał 17 listopada. Miał 55 lat.

## Filmografia

### Filmy fabularne
- 1961: Walk on the Wild Side jako Omar Stroud
- 1962: Five Finger Exercise jako Tony Blake
- 1963: Jazon i Argonauci (Jason and the Argonauts) jako Jason
- 1965: Król szczurów (King Rat) jako Tex: The American Hut
- 1966: The Silencers jako Strażnik
- 1966: Spryciarz Ed (Dead Heat on a Merry-Go-Round) jako Alfred Morgan
- 1966: Winnetou i Old Firehand (Winnetou und sein Freund Old Firehand) jako Tom
- 1967: Czas zabijania (A Time for Killing) jako porucznik 'Pru' Prudessing
- 1982: Shackleton (TV) jako Raymond Shackleton

### Seriale TV
- 1961: Manhunt jako detektyw Carl Spencer
- 1966: Scalplock jako Dave Tarrant
- 1968: Gunsmoke jako John Wing / John August
- 1974: Nakia
- 1975: Hawaii Five-O jako Curt Anderson
- 1982: Największy amerykański bohater (The Greatest American Hero) jako Ted McSherry